# Гринченко, Виктор Тимофеевич
Виктор Тимофеевич Гринченко (род. 4 октября 1937 года, Полтава) — советский и украинский учёный в области акустики и механики жидкостей, академик Национальной академии наук Украины (1995), заслуженный деятель науки и техники Украины, лауреат Государственной премии УССР в области науки и техники (1989).

## Образование
Окончил Механико-математический факультет Киевского национального университета имени Тараса Шевченко (1959). Начал исследовательскую работу в Киевском государственном университете им. Т. Г. Шевченко под руководством ученых-механиков академиков А. Д. Коваленко и Г. М. Савина.

## Семья
Жена — Тамара Алексеевна Гринченко, конструктор, кибернетик, доктор физико-математических наук.

## Институт механики НАН Украины
Продолжил научную работу в Институте механики НАН Украины. Работы Виктора Тимофеевича в это время были направлены на изучение особенностей напряженного состояния слоистых оболочек, находящихся под действием интенсивного неравномерного нагрева. Оценки такого напряженного состояния были важны для определения работоспособности элементов ракетной техники при их входе в атмосферу с космическими скоростями. Разработаны В. Т. Гринченко методы решения граничных задач и установлены зависимости уровня напряженности в зависимости от механических характеристик материалов в слоистых конических оболочках получили положительную оценку специалистов КБ «Южное». Полученные результаты легли в основу кандидатской диссертации, которую Виктор Тимофеевич защитил в 1963.
Кроме статических задач термоупругости неоднородных тел постановка которых стимулировалась потребностями ракетной техники, объектом исследований. Гринченко становятся динамические процессы в упругих телах. Результаты фундаментальных исследований закономерностей статического деформирования пространственно развитых упругих тел, формирования их спектров собственных частот и форм колебаний обобщены в докторской диссертации, которую он защитил в 1973.
Практические потребности развития гидроакустики в 70-е годы и тесное сотрудничество с НИИ «Гидроприбор» определили основные направления научной работы Виктора Тимофеевича в тот период. Упругие материалы с сильным пьезоэффектом широко использовались при создании гидроакустических излучателей. Исследование поведения конструктивных элементов из таких материалов с учётом динамического взаимодействия с жидкостью дало возможность наработать практически важные рекомендации по управлению характеристиками акустических систем. На основе таких рекомендаций был создан новый тип низкочастотного излучателя с изменяемой резонансной частотой, гидроакустические экраны, прозрачные для потока жидкости и непрозрачные для звука и др.

## Киевский политехнический институт
С 1976 В. Гринченко читает курс лекций «Основы акустики» для студентов электроакустического факультета Киевского политехнического института. Этот курс он читал неизменно до конца 90-х годов. В 1980 г. ему присвоено звание профессора по кафедре акустики и акустоэлектроники. Под его руководством 5 выпускников кафедры стали докторами наук из акустики.

## Институт гидромеханики НАН Украины
В начале 1980-х научные интересы Виктора Гринченко связаны преимущественно с изучением акустических эффектов в нестационарных потоках жидкости. Для развития таких исследований в Институте гидромеханики НАН Украины в 1981 была создана лаборатория, а затем отдел гидродинамической акустики. С тех пор научная деятельность Виктора Гринченко сосредоточена в этом институте. С 1981 года он занимает должность заместителя директора по научной работе и руководителя отдела гидродинамической акустики. В 1987 избран директором института, на этой должности он работает и сегодня. С 1995 — академик НАН Украины.
Научная работа ученого в 1980-е годы связана с изучением закономерностей генерации звуковых полей турбулентными потоками и полей пульсаций давления на поверхностях тел, обтікаються жидкостью в условиях больших скоростей. Под руководством Виктора Тимофеевича в Институте была создана экспериментальная база для исследования акустических характеристик протяженных гидроакустических антенн, которые буксируются. Результаты этой работы нашли практическое применение при создании объектов низкочастотной гидроакустической техники.
В начале 1990-х возглавляемый Виктором Гринченко коллектив акустиков Института гидромеханики НАН Украины был переориентирован на исследования в области медицинской акустики. Получены важные результаты, касающиеся особенностей механизма генерации звуков дыхания, изучены акустические характеристики респираторной системы человека. Под непосредственным руководством Виктора Тимофеевича создан компьютерный комплекс для регистрации и обработки звуков дыхания. Комплекс прошел все необходимые тестирования и рекомендован Министерством здравоохранения Украины для использования в медицинских учреждениях.

## Научно-организационная деятельность
В. Т. Гринченко является редактором двух научных журналов: «Акустический вестник» и «Прикладная гидромеханика», членом редакционной коллегии журнала «Доклады НАН Украины», соредактором англоязычного «Международного журнала по механике жидкости» (США). Виктор Тимофеевич постоянно принимает участие в работе организационных комитетов отечественных и международных научных конференций. Большое значение в организации исследований по механике на Украине имеют управляемые им постоянно действующие семинары в Институте гидромеханики НАН Украины и Киевском национальном университете имени Тараса Шевченко. В течение шести лет он был председателем экспертного совета ВАК Украины по механике. Организационная работа В. Т. Гринченко обеспечила возможность формирования и многолетнего функционирования единственного на Украине специализированного ученого совета по присуждению научных степеней доктора и кандидата наук по акустике. Он подготовил 12 докторов и 15 кандидатов наук.

## Некоторые научные публикации
- В. Гринченко, Т. Гринченко: «Википедия» как элемент культуры информационного общества / ISSN 0372-6436. Вестник НАН Украины, 2010, № 10, страницы 54-63
- В. Т. Гринченко, И. В. Волк, В. Т. Маципура Основы акустики. — Киев, Наукова думка, 2007, 640 с. ISBN 978-966-00-0622-5.
- В. Т. Гринченко, В. Т. Мацыпура, А. А. Снарский Фракталы. От удивления к рабочему инструмента. — Киев, Наукова думка, 2013, 269 с. ISBN 978-966-00-1349-0.
- В. Т. Гринченко, В. Т. Мацыпура, А. А. Снарский Введение в нелинейную динамику. Хаос и фракталы. — Киев, Наукова думка, 2005, 263 с. ISBN 966-000331-3.